# Italo Mussa
Italo Mussa (Montodine, 19 settembre 1939 – Milano, 11 novembre 1990) è stato un critico d'arte italiano.

## Biografia
Era un autodidatta, ma la sua cultura era di grande raffinatezza ed è stato molto apprezzato per la sua grande umanità e attenzione verso l’arte contemporanea. Iniziò la sua attività a Roma con Arturo Bovi, intorno agli anni Sessanta, e pubblicò per Campidoglio un interessante saggio su Pietro da Cortona. Ben presto, però, i suoi studi si indirizzeranno, senza più ripensamenti, verso l’arte contemporanea. Nel 1971 venne chiamato a collaborare da Mario Penelope, allora Commissario del Settore Arti Visive della Biennale di Venezia, per la Biennale della Grafica.
Realizzò molte presentazioni e articoli su riviste d’arte (nel corso della sua carriera collaborò a Flash Art, Art Now, Capitolium, Segno, Tema celeste e molte altre) dedicati a Corpora, Sironi, Cagli, Vasarely, eccetera. Si dedicò per un certo periodo allo studio della pittura analitica, organizzando due importanti rassegne internazionali: La riflessione sulla pittura, nel 1973 (alla 7ª edizione della "Rassegna internazionale d'arte" di Acireale, presieduta dall'avv. Francesco Grasso Leanza senior) e i Colori della pittura, nel 1976. Fu tra i primi in Italia a interessarsi all’Iperrealismo con la pubblicazione Il vero più vero del vero, del 1974. Nello stesso anno, organizzò e presentò a Roma, al Palazzo delle Esposizioni e insieme a Giovanna Dalla Chiesa, la retrospettiva dedicata a Giulio Turcato. Di estremo valore si rivelò anche l'esposizione dedicata a Man Ray, sempre presso l Palazzo delle Esposizioni e, nello stesso periodo, si dedicò alla pubblicazione del volume Il Gruppo Enne: situazione dei gruppi in Europa negli anni Sessanta. In questo studio venivano analizzate tutte le ricerche sull’arte cinetica e visuale di gruppo che ebbero il loro massimo sviluppo in Europa tra gli anni 1956 e 1965.
Negli anni ottanta pubblicò una monografia su Carlo Maria Mariani, di cui sin dagli esordi aveva individuato le possibilità innovative – ancora in campo concettuale – nella ripresa dell’esercizio pittorico. Nella figura di Mariani stabilì una sorta di caposcuola per quel movimento pittorico che andò perfezionando sotto la nominazione di pittura colta, e di cui fecero parte, oltre a Carlo Maria Mariani: Alberto Abate, Ubaldo Bartolini, Carlo Bertocci, Lorenzo Bonechi, Gérard Garouste. La pittura colta, che fu proposta in mostra nel 1984 da Pio Monti, sarà il suo cavallo di battaglia, sino alla fine. Ciò non gli impedì, però, di dedicare le sue attenzioni ad artisti di grandissimo spicco del panorama artistico italiano, come Arnaldo Pomodoro, per il quale presentò, nel 1984 a Firenze, al Forte di Belvedere, la memorabile esposizione di sculture. Nel 1986 sentì la necessità di avere uno spazio espositivo per il perfezionamento del suo impegno critico, e così intese fondare il Centro di Cultura Ausoni, che si contraddistinse per circa quattro anni come uno degli spazi espositivi più attivi a Roma e in Italia, sia nella proposta di artisti delle ultime generazioni, sia di artisti di maggiore affermazione. L’ultimo atto della sua attività, già negli anni della malattia, si è concentrato nel 1990 con il collocamento della Sfera di Arnaldo Pomodoro nel Cortile della Pigna, nella Città del Vaticano. Italo Mussa è morto a Milano l’undici novembre del 1990.
Nel 2017 al Castello di Belgioioso di Pavia è stata organizzata una mostra, curata da Giuliano Allegri, dedicata alla figura del critico con le opere di quattro artisti Colti che lui seguì e raccontò (Alberto Abate, Carlo Bertocci, Lorenzo Bonechi, Ubaldo Bartolini).

## Opere
- Il Gruppo Enne: la situazione dei gruppi in Europa negli anni 60, Bulzoni, Roma, 1976
- Manuale negativo, positivo, meccanico, La Nuova Foglio, Pollenza, 1979
- Carlo Maria Mariani. Pictor Philosophus, De Luca Editore, Roma, 1980
- La pittura colta, De Luca Editore, Roma, 1983
- Carlo Bertocci, De Luca Editore, Roma, 1987
- Diptych: Aspects of abstract and figurative art in Italy - The Eighties, De Luca Editore, Roma, 1989